# Бизаускас, Казис

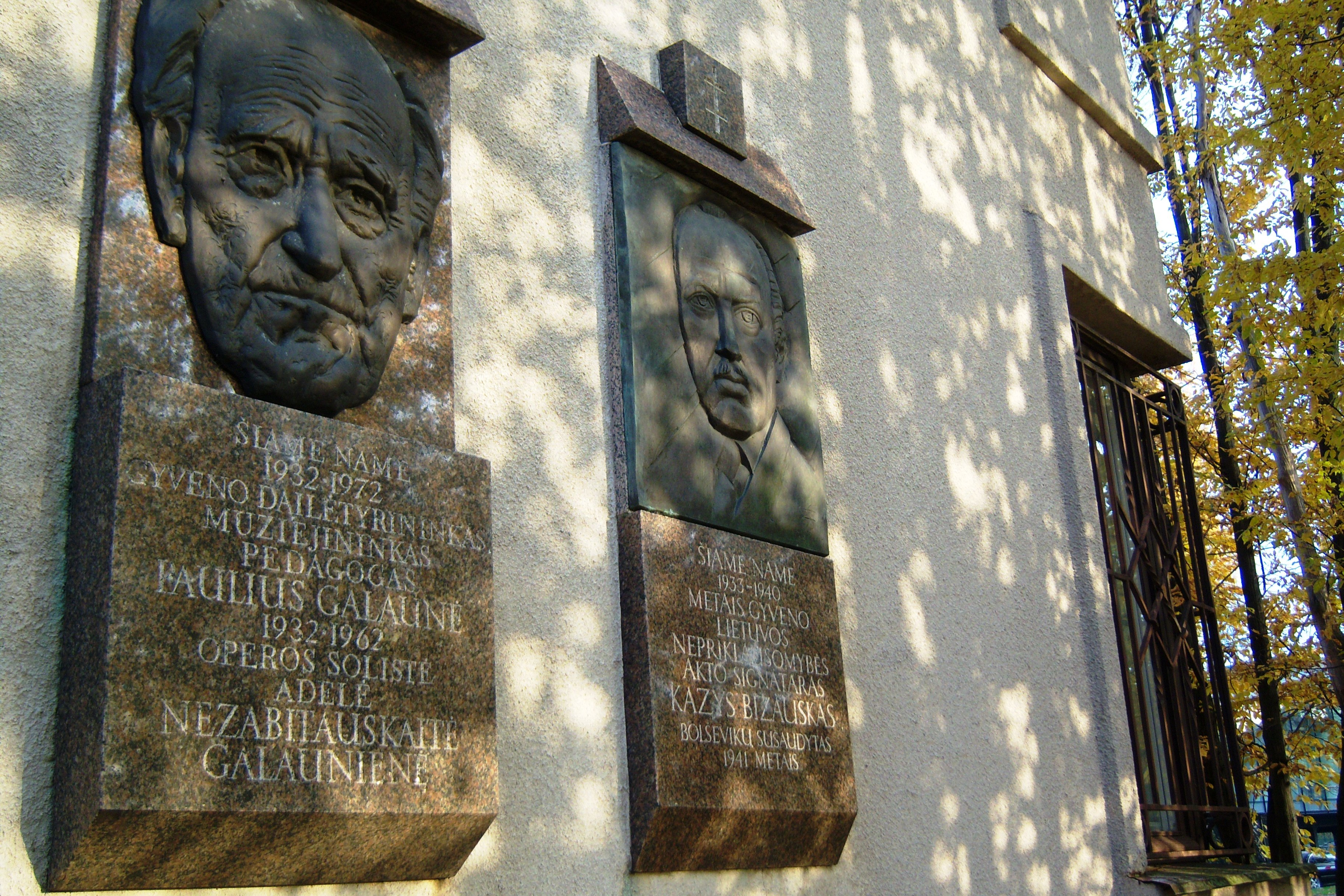
Мемориальные доски на доме в Каунасе, где жил К. Бизаускас, художник П. Галауне и его жена певица Аделе Незабитаускайте-Галаунене

Казис (Казимерас) Бизаускас (лит. Kazimieras Bizauskas; 14 февраля 1893, Павилоста, Курляндская губерния, Российская империя — 26 июня 1941, Бигосово, Белорусская ССР) — литовский политик, христианский демократ, государственный деятель и дипломат.
Был в числе подписавших Акт о независимости Литвы 16 февраля 1918 года.

## Биография

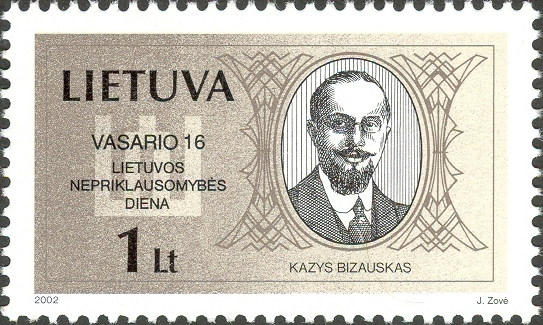
К. Бизаускас на почтовой марке Литвы. 2002 г.

Учился в Митавской гимназии. В 1906—1908 гг. жил в Швейцарии. Вернувшись в Российскую империю, посещал Виноградовскую гимназию в Вильно, аттестат зрелости получил в школе графа Платова в Ковно. В юности сотрудничал с католическими газетами «Draugija», «Ateitis», «Šaltinis», «Viltis», «Vienybė».
С 1913 по 1915 год изучал право в Императорском Московском университете, но его не окончил. Участвовал в деятельности литовской национальной группы «Rūta». В 1914 году редактировал газету «Rygos garsas». В 1915 году вернулся в Литву, поселился в Поневеже (ныне Паневежис), где работал учителем в гимназии и школьным инспектором. Был членом городского совета и одним из руководителей г. Паневежиса.
В сентябре 1917 году избран членом Литовской Тарибы, был одним из её секретарей, с 1918 до 1919 года — генеральный секретарь Тарибы. 16 февраля 1918 года поставил свою подпись под Актом о независимости Литвы.
В начале 1919 года был отправлен в Лондон для лоббировать дипломатическое признание Литвы крупными западными государствами, был также дипломатическим представителем в РСФСР.
В 1920 году Бизаускас был избран в Учредительный Сейм Литвы в качестве представителя от Христианско-демократической партии. Летом 1920 года был руководителем делегации на переговорах, которые привели к формализации советско-литовского договора 1920 года.
В 1920—1922 годах занимал пост министра образования, позже продолжил карьеру дипломата, был послом Литвы в США, Ватикане, Латвии, Великобритании и Нидерландах (1924—1931).
Автор учебника для средней школы, ряда статей в периодических изданиях. Соучредитель Общества библиофилов и издательства «Žinija».
После присоединения прибалтийских государств к СССР в 1940 году скрывался на ферме близ Укмерге. В 1941 году НКВД арестовало К. Бизаускаса и заключило в тюрьму. После начала Великой Отечественной войны был вывезен в Минскую тюрьму.
Расстрелян по распоряжению Л. Берии, Д. Быкова и А. Маслова 26 июня 1941 года близ железнодорожной станции Бигосово в Белоруссии при эвакуации заключённых «за невозможностью дальнейшей перевозки».